# Бойд, Эдвин Алонзо
Эдвин Алонзо Бойд (англ. Edwin Alonzo Boyd, 2 апреля 1914 в Торонто, Онтарио — 17 мая 2002 в Британская Колумбия) — канадский грабитель банков и лидер банды Бойда (Boyd Gang). Его преступления сделали его канадским народным героем.

## Ранние годы
Эдвин Алонзо Бойд родился 2 апреля 1914 года, за четыре месяца до того, как Британская империя, в состав которой входила Канада, вступила в войну с Германией. Его отец Гловер Бойд вступил в армию в августе 1915 года и вернулся домой с войны лишь несколько лет спустя. Квартира, в которой жила семья, была тогда слишком маленькой, поэтому вскоре они переехали в дуплекс на Би-Стрит в Тодмордене, районе за долиной Дона, в Восточном Йорке (Торонто, провинция Онтарио).
Вскоре после этого мать Эдвина Элеонора снова забеременела, поэтому отец устроился на работу в полицейское управление Торонто. Эдвин был зачислен в школу в 1921–22 году, но из-за инцидента надолго там он не остался, и в течение его первого года обучения его семья снова переехала. Затем он перешёл в государственную школу Гледхилл, чтобы закончить семестр. В сентябре 1923 года Гловер перевез семью в нескольких кварталах к северу, и Эдвин на короткое время перешёл в государственную школу Секорд, после чего был переведён обратно в Гледхилл.
Вскоре Бойды снова переехали, на этот раз на Глебмаунт-Авеню, и Эдвин перешёл в ещё одну новую школу, на этот раз в государственную школу Эрла Битти, и именно здесь Бойд раскрылся как личность, присоединившись к футбольной команде школы. Его портрет в течение многих лет висел в холле школы. Затем Бойд присоединился к оркестру YMCA (Юношеская христианская ассоциация), где он освоил губной орган и выступал в чемпионате мира на Канадской национальной выставке, который они выиграли.
В начале 1930 года его братья Горд и Норм заболели скарлатиной, ухаживавшая за ними мать сама заболела и умерла от этой болезни. В 1933 году у Эдвина было первое знакомство с законом, когда он был арестован Королевской канадской конной полицией за бродяжничество.

### Вторая мировая война
Спустя несколько лет Эдвин поступил в Королевский канадский полк Первой дивизии. В июне 1940 года его полк пересёк канал во Францию. Когда его полк был отправлен в Райгит (графство Суррей, Англия), Бойд встретил свою первую жену, Дорин Мэри Фрэнсис Томпсон. 20 августа 1941 года, почти через девять месяцев после того, как Бойд и Томпсон поженились, у неё родился сын, Эдвин Алонзо Бойд-младший. Ребёнку было два дня, когда прозвучала сирена воздушного налёта, в результате бомбардировки у него произошло кровоизлияние в мозг, от которого он умер. Он был похоронен 30 августа на Йоркском кладбище.
В начале 1941 года Дорин отправилась в Йорк и поступила на службу в Женский вспомогательный территориальный корпус. Она была невысокой, чтобы быть водителем грузовика, поэтому она стала мотоциклистом, чтобы присоединиться к мужу на войне. 27 июля 1942 года Бойд был переведён в корпус военной полиции, потому что был недоволен армией. Вскоре после этого его жена обнаружила, что она снова беременна, и на этот раз у них родились двойня 21 декабря 1943 года. Бойд был официально отстранён от военных действий 24 мая 1945 года, через 16 дней после Дня Победы в Европе 8 мая 1945 года.

## Преступления
После этого Бойд не смог найти адекватной постоянной работы и обратился к грабежам, чтобы обеспечить свою жену и детей. 9 сентября 1949 года он ограбил отделение Банка Монреаля в Северном Йорке. В период с сентября 1949 года по октябрь 1951 года Бойд совершил по крайней мере шесть ограблений банков.
Позже он присоединился к другому грабителю, с которым совершил несколько смелых ограблений. Он имел репутацию перепрыгивать через прилавки, быстро двигаться и носить пистолет. Его напарник, старый Говард Голт, был пойман и рассказал всё о их преступлениях. Они оба отправились в тюрьму Дона в Торонто. Пока Бойд и его напарник грабили банки, другая, более жестокая банда делала то же самое. Ленни Джексон, член этой банды, был пойман одновременно с Эдвином, и вскоре они начали обмениваться записками. Позже другой опытный грабитель банков, Уилли Джексон (не имеющий отношения к Ленни), также известный как Клоун, прибыл в тюрьму Дона в ожидании перевода в тюрьму Кингстона на семилетний срок. Ленни Джексон потерял ногу в железнодорожной аварии, и у него была деревянная нога, в которой он хранил несколько ножовочных полотен.

## Банда Бойда
«4 ноября 1951 года Бойд и Джексоны перепилили решётку, перелезли через стену тюрьмы и сбежали. Их встретил друг, Валент Лессо из Кокрана, один из жестоких членов оригинальной банды Ленни Джексона. Лессо был талантливым музыкантом, который не мог найти работу, он сменил имя на Стив Сухан и стал грабителем банков. Вскоре они совершили серию грабежей, в том числе самый крупный в истории Торонто. Газеты окрестили их «Банда Бойда», посчитав Эдвина мозгом операций. Позже Уилли Джексон был арестован и отправлен в тюрьму Дона, а Бойд скрылся со своей женой Дорин.

## Арест и освобождение
В полицию поступали многочисленные звонки от жителей Западного Ферриса и Повассана (Онтарио), а также от фармацевта из Норт-Бей, но они не сработали. Через десять дней мужчины были замечены в сарае в долине Дона, и все члены банды, кроме самого Эдвина Бойда, были схвачены без происшествий.
Поскольку Бойд был единственным членом банды, оставшимся на свободе, детектив Адольф "Дольф" Пейн держал брата Бойда Нормана под наблюдением и обнаружил, что он снял квартиру на Хит-стрит, но не въехал в неё. Он взял ключ от задней двери у хозяина и наблюдал из соседнего дома, как Эдвин вошёл в квартиру. Желая избежать перестрелки, он ждал пока все уснут. На рассвете 15 марта 1952 года полиция подкралась к дому и схватила Бойда и его жену, пока они ещё были в постели. Брата Бойда, который спал в другой комнате, также задержали. «Toronto Nugget» сообщил об этом событии, заявив, что «Эдвин Алонзо Бойд, враг государства номер один в Канаде, покорно сдался со своими приспешниками двум пригородным детективам, положив конец величайшему поиску преступника в истории Доминиона». Одним из этих офицеров был Кеннет Крейвен.
Стив Сухан и Ленни Джексон были казнены за убийство детектива Тонга.

Бойд получил восемь пожизненных заключений, а Уилли Джексон - тридцать лет. Оба были освобождены условно-досрочно в 1962 году после 10 лет отбывания наказания в тюрьме Кингстона за ограбление банков. 
Экс-бандит Бойд вызвал полицию. Эдвин Алонзо Бойд, который провёл большую часть своей жизни, уклоняясь от полиции, попросил их помощи прошлой ночью, чтобы арестовать его жену и её спутника. Он убирал дом вместе со своими детьми. Прошлой ночью Бойд сделал вызов о помощи на станцию Маркхем-Стрит, когда мужчина и женщина прибыли к нему домой и выбили дверь. Женщина сказала, что хочет забрать одежду. Дорин Бойд и Кеннет Каустан, 40 лет, обвинены в том, что были пьяны. Сегодня в суде она признала себя виновной и была оштрафована на 5 долларов. Её вернули в камеру, пока она не смогла собрать деньги.
«Toronto Star», 14 декабря 1962 года
Бойд под именем Джон переехал в Викторию (Британская Колумбия), где он водил автобус для людей с ограниченными возможностями. После развода с Дорин, он женился на женщине-инвалиде, которую встретил в своём автобусе. Он заботился о ней в течение следующих 35 лет, пока они не переехали в дом престарелых.

## Смерть
За два месяца до своей смерти Бойд рассказал продюсеру CBC, что однажды он убил пару и оставил их тела в багажнике автомобиля в Хай-Парке (Торонто), за годы до своей известности как грабителя банков. Преступление соответствует убийству Айрис Скотт и Джорджа Вигуса 11 сентября 1947 года.
Прежде чем могло начаться официальное расследование, 17 мая 2002 года, после посещения жены и сына и телефонного звонка от бывшей невесты и матери его трёх детей, Эдвин Алонзо Бойд умер в возрасте 88 лет.

## Наследие
О Банде Бойда были написаны две книги, по одной из которых был снят  фильм.
Мюзикл «Девушки в банде» (Girls in the Gang), написанный Рэймондом Стори и Джоном Роби, основан на истории Банды Бойда. Он дебютировал в 1987 году в театре «Фэктори» в Торонто, его продюсером выступил Дин Инглиш. Мюзикл получил награду имени Доры Мейвор-Мур за лучшую музыку.
В 1998 году Бойд появился в документальном фильме CBC «Жизнь и время» (Life and Times), в котором он признался, что совершил гораздо больше грабежей, чем ему было предъявлено обвинением.
Фильм о жизни Бойда, «Гражданин гангстер» (Citizen Gangster), был выпущен в 2011 году. Скотт Спидман сыграл роль Бойда.
Эпизод «Шахерезада» сериала «Закон и порядок: Специальный корпус», возможно, частично основан на последних днях жизни Бойда. В нём бывший грабитель банка (Брайан Деннехи) признаётся в убийстве незадолго до смерти.